# Robert Charroux
Robert Charroux (* 7. April 1909 in Payroux als Robert Grugeau, Département Vienne; † 24. Juni 1978 in Vienne, Département Isère) war ein französischer Schriftsteller. Er beschäftigte sich als einer der ersten mit der parawissenschaftlichen Theorie der Prä-Astronautik.

## Biografie
Charroux, ursprünglich bei der französischen Post beschäftigt, wandte sich in den 1940er Jahren hauptberuflich der Schriftstellerei zu. So schrieb er beispielsweise die Texte für die französische Comicserie Atomas, welche in den späten 40er Jahren in der Wochenzeitschrift Mon Journal erschien. Für dieses Magazin schrieb er auch Science-Fiction-Geschichten, die in Serien veröffentlicht wurden.
Charroux gilt als Pionier auf dem Gebiet der Prä-Astronautik. In einer Reihe von Sachbüchern beschäftigte er sich mit der Frage, ob und wann die Erde bereits von Außerirdischen besucht worden sei.

## Schriften (Auswahl)
- Histoire inconnue des hommes depuis cent mille ans. France Loisirs, Paris 1995, ISBN 2-7242-8325-2 (EA Paris 1965)
  - deutsche Übersetzung: Phantastische Vergangenheit. Die unbekannte Geschichte der Menschen seit hunderttausend Jahren.  Ullstein, Frankfurt am Main 1990, ISBN 3-548-34628-6 (Erstausgabe: Herbig, München/Berlin 1966)
- Le livre des maîtres du monde (La bibliothèque des grandes énigmes; Bd. 1). Hérissey, Évreux 1970.
  - deutsche Übersetzung: Die Meister der Welt. Auf den Spuren unserer ausserirdischen Vorfahren. Econ Taschenbuchverlag, Düsseldorf 1997, ISBN 3-612-26393-5.
- Le livre des mondes oubliès. Laffont, Paris 1973.
  - deutsche Übersetzung: Vergessene Welten. Auf den Spuren des Geheimnisvollen. Richarz Verlag, St. Augustin 1979, ISBN 3-88345-039-1.
- L'énigme des Andes. Les Pistes de Nazca. Éditions J'ai lu, Paris 1983, ISBN 2-277-51399-7 (EA Paris 1974).
  - deutsche Übersetzung: Das Rätsel der Anden. Neue Spuren ausserirdischer BesucherTaschenbuchverlag, München 1997, ISBN 3-612-26444-3 (EA München 1979)
- Le livre des secrets trahis. D'après des documents anterieurs à la bible. Laffont, Paris 1980, ISBN 2-221-00099-4.
  - deutsche Übersetzung: Verratene Geheimnisse. Aus biblischen und vorbiblischen Dokumenten. Ullstein, Frankfurt am Main 1987, ISBN 3-548-34420-8 (Erstausgabe: Herbig, München/Berlin 1967)
- Le livre des mysterieux inconnu. Éditions J’ai lu, Paris 1981, ISBN 2-277-51386-5 (EA Paris 1969).

Unbekannt, geheimnisvoll, phantastisch. Auf den Spuren des Unerklärlichen. Econ Verlag, Düsseldorf 1997, ISBN 3-612-26436-2.